# Viktor Rubow
Viktor Rubow (30. marts 1871 i København – 21. oktober 1929 sammesteds) var en dansk politiker, sundhedsminister og læge, bror til Axel Rubow.
Han blev født i København som søn af grosserer W.R.L. Rubow og hustru Charlotte f. Jørgensen. Rubow blev student fra Metropolitanskolen 1889, cand.med. i 1896 og dr.med. i 1903, hvorefter han blev reservelæge ved Frederiksberg Hospital og Frederiks Hospital, inden han i 1907 blev overlæge ved Finseninstituttet.
Han var medlem af Borgerrepræsentationen fra 1921 indtil 1926 og var derefter folketingskandidat for Venstre med interesse for især social- og sundhedspolitik og som følge deraf blev han sundhedsminister i Ministeriet Madsen-Mygdal 1926-1929. Efter sin afgang levede han kun et halvt år, inden han døde af en hjerneblødning.
Han var Kommandør af 2. grad af Dannebrog, medredaktør ved Hospitalstidende 1908-18 samt formand for Foreningen af Læger ansatte ved private Sygehuse og Klinikker 1915-27, for Selskabet for experimentel og anvendt Terapi 1923-25.
Hans sønner var litteraturhistorikeren professor Paul V. Rubow og kunsthistorikeren Jørn Rubow.